# La tigre sacra
La tigre sacra è un film del 1952 diretto da Spencer G. Bennet ed interpretato da Johnny Weissmuller alla sua nona interpretazione dell'avventuriero Jim della giungla.

## Produzione
Il film è stato il primo di un nuovo accordo triennale tra Sam Katzman e la King Features.
Johnny Weissmuller è tornato nei panni di Jungle Jim per la nona volta. Il film ha segnato il debutto cinematografico di Jean Byron, qui nei panni di Phyllis Bruce. Il film è stato diretto da Spencer G. Bennet con l'assistenza di Charles S. Gould. Sam Katzman era responsabile della produzione per la Columbia Pictures, mentre Samuel Newman ha scritto la sceneggiatura. William Whitley ha lavorato come direttore della fotografia. L'arredatore del set era Sidney Clifford. Mischa Bakaleinikoff ha diretto la direzione musicale e Gene Havlick ha montato il film.
Le riprese del film iniziarono il 9 giugno 1952 e terminarono il 17 giugno 1952. Le scene furono girate a Corriganville. Per le scene che coinvolgono le tigri furono utilizzati filmati d'archivio presi dal documentario Prendetele vive! (1932).

## Distribuzione
Il film venne distribuito nei cinema nordamericani nel novembre 1952.

## Accoglienza
The Hollywood Reporter trovò che il film "[avesse] movimento e suspense a palate", mentre Variety riteneva che "andasse bene solo come programma riempitivo". The Columbia Story ha descritto il film come "moribondo".